# 졸업 (1996년 영화)
《졸업》(영어: The Pallbearer)은 미국에서 제작된 1996년 로맨틱 코미디 영화이다. 맷 리브스의 감독 데뷔작이다. 데이비드 슈위머, 귀네스 팰트로, 토니 콜렛, 마이클 바탄, 마이클 래퍼포트, 바버라 허시 등이 출연하였고, J. J. 에이브럼스 등이 제작에 참여하였다. 제49회 칸 영화제 주목할 만한 시선 부문에서 상영되었다.

## 출연
- 데이비드 슈위머
- 귀네스 팰트로
- 마이클 래퍼포트
- 토니 콜렛
- 캐럴 케인
- 마이클 바탄
- 비티 슈램
- 마크 마골리스
- 바버라 허시

## 기타 제작진
- 라인 제작: 넬리 누겔
- 배역: 케리 바든, 수잰 크롤리, 빌리 홉킨스
- 미술: 로빈 스탠드퍼
- 의상: 도나 저카우스카
- 음악 감독: 피터 애프터먼

## 우리말 녹음
KBS 성우진 (2003년 10월 26일)
- 구자형 - 톰 (데이비드 슈위머)
- 송도영 - 줄리 (귀네스 팰트로)
- 박상일
- 안경진
- 김정주
- 김민석
- 김승태
- 은미